# Isla de la Virgen del Mar

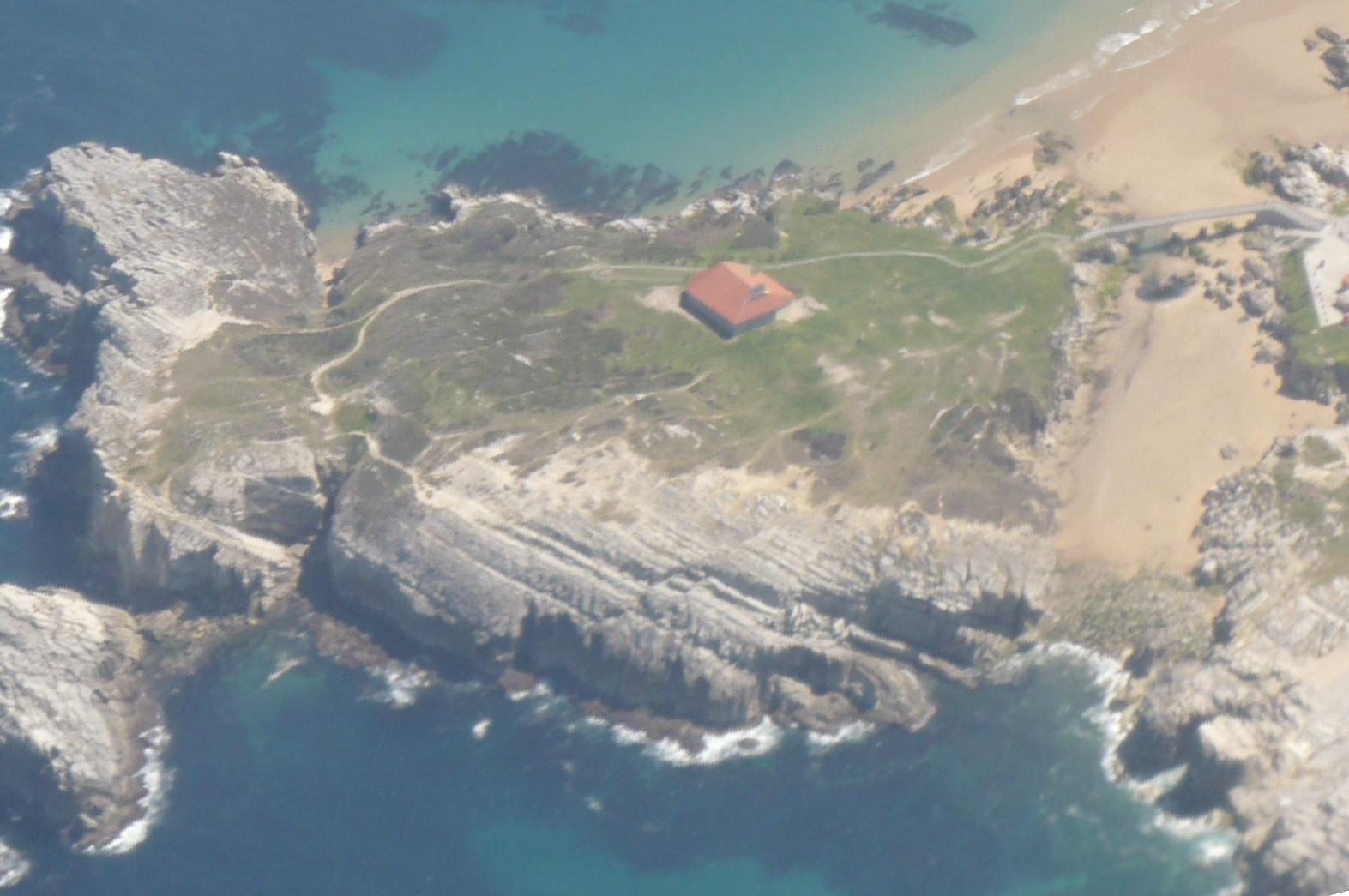
La isla de la Virgen del Mar transformada en tómbolo por la marea baja.

La isla de la Virgen del Mar es una maciza isla de 7,9 hectáreas muy próxima a la costa de Cantabria (España), a la que se une en bajamar mediante una flecha de arena, convirtiéndose entonces en un tómbolo. Está situada a poniente de Santander, cerca de San Román de la Llanilla. En la isla se alza una ermita construida en el siglo XV (cuando también se construyó un primer puente de madera que la unía con tierra firme), aunque posteriormente se reconstruyó, donde se custodia la imagen de la Virgen del Mar, que es la patrona de Santander y que cada año por su festividad se traslada en procesión desde la isla a la catedral santanderina y luego devuelta otra vez al lugar original. La isla cuenta con un pequeño malecón que la une a tierra. Durante el siglo XVIII la isla fue usado por contrabandistas para introducir mercancías de forma ilegal en Santander.